# Cotation fonctionnelle
 (Octobre 2023).
En dessin technique, la cotation a pour but de définir les dimensions et les positions relatives des surfaces d'une pièce, ainsi que les variations possibles pour ces grandeurs tout en garantissant le bon fonctionnement de la pièce dans son mécanisme.
Le but de la cotation fonctionnelle est de faire un choix raisonné pour les tolérances, appuyé sur l'analyse fonctionnelle des formes, donc liés à une fonction technique effective.
Les tolérances établissent un compromis entre la précision requise pour un fonctionnement satisfaisant et les contraintes techniques et économiques de la fabrication.

## La cotation fonctionnelle
Ce sont les tolérances maximales et minimales qui permettent le fonctionnement optimal d'un ensemble. Exemple d'un boulon qui ne doit pas être sous contrainte de fonctionnement avant même d'être sous contrainte de positionnement.
C'est sur le dessin de définition de la pièce que sont reportées les cotes.
Quelques règles à respecter :
- Utiliser les mêmes unités pour toutes les dimensions
- Ne jamais écrire de cotes surabondantes ou plusieurs fois la même cote
- Toujours écrire les cotes auxiliaires entre parenthèses

## Analyse fonctionnelle technique
La cotation fonctionnelle découle de l'analyse fonctionnelle technique, et plus particulièrement des fonctions techniques élémentaires de contact souhaité ou non souhaité.
Ces fonctions techniques élémentaires sont aux interfaces des composants étudiés, et donnent lieu à des caractéristiques soumises à des conditions (CFG).
Afin de capitaliser l'analyse fonctionnelle technique, un outil est utilisé : le tableau d'analyse fonctionnelle technique (TAFT)
« Le TAFT un outil pour la capitalisation de l’analyse fonctionnelle technique. », sur cfc-technic.fr, 2007

## Assemblages, chaînes de cotes et calcul des jeux/serrages/tolérances
Voir aussi : Jeu (mécanique)

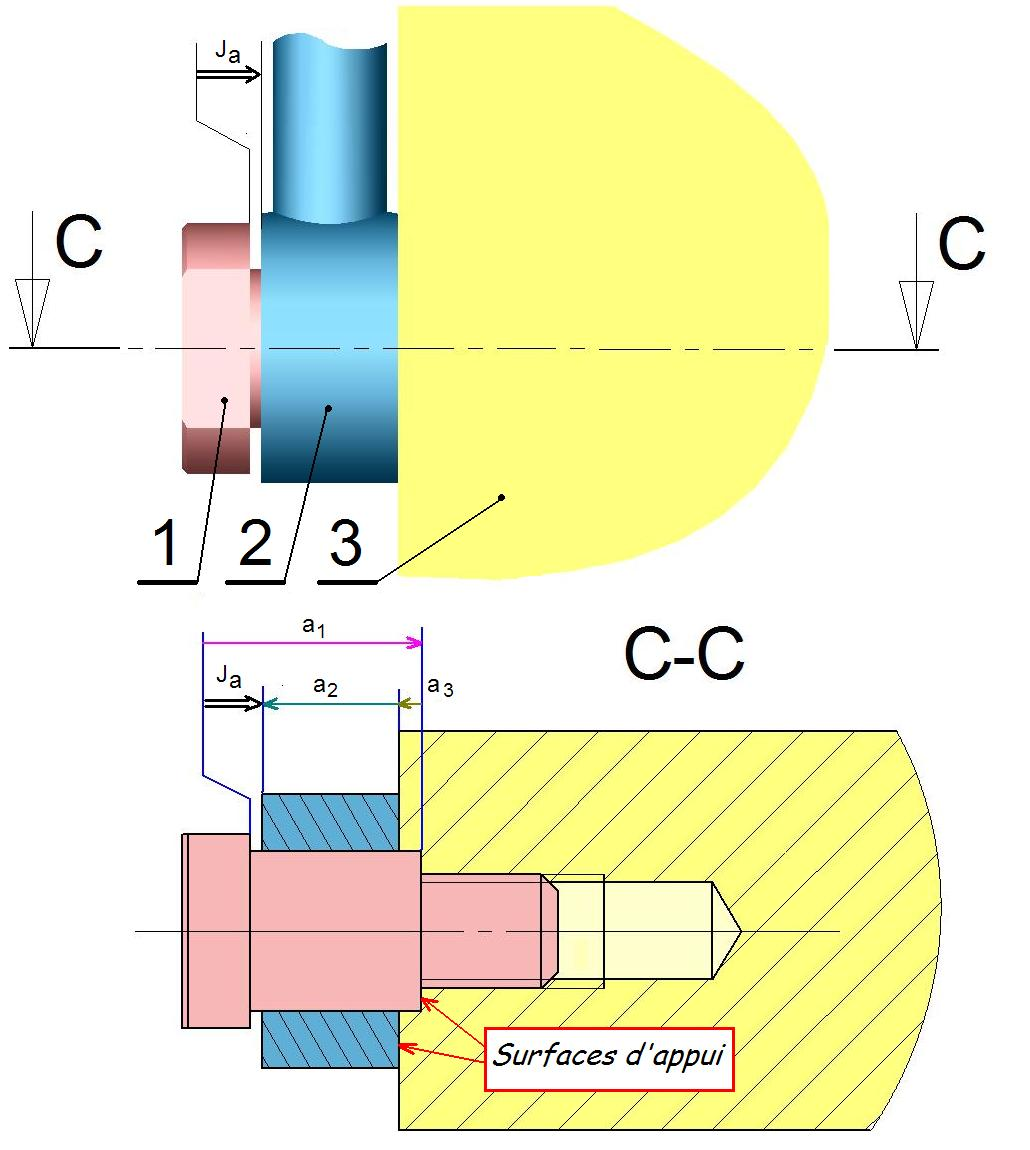
Exemple de jeu dépendant de trois pièces. Chaîne de cotes

La chaîne de cote est composée de la cote condition, qui est soit un jeu ou un serrage, et des cotes fonctionnelles.
On doit établir la chaîne de cote minimale, c’est-à-dire qu'il faut réussir à établir une chaîne de cote qui n'utilise chaque pièce qu'une seule fois.
Il est primordial de bien tracer la chaîne de cote puisque le sens de chacune des composantes est important pour les calculs.
Lors des calculs, les composantes (cotes fonctionnelles ou cote condition) s'additionnent si elles sont dans le même sens et se soustraient si elles sont de sens contraires.
Formule:
{\displaystyle J_{a}=a_{1}-a_{2}-a_{3}}
ce qui donne
{\displaystyle IT_{J_{a}}=IT_{a_{1}}+IT_{a_{2}}+IT_{a_{3}}}
{\displaystyle J_{amaxi}=a_{1maxi}-a_{2mini}-a_{3mini}}
et
{\displaystyle J_{amini}=a_{1mini}-a_{2maxi}-a_{3maxi}}
Intervalle tolérance (IT)
Cote condition (CC)
ITCC = Sommes des IT des cotes fonctionnelles
CCmoy = Somme des cotes fonctionnelles moyennes

## Tolérances dimensionnelles
C'est la forme la plus basique de cotation, il s'agit d'une double flèche pointant sur deux lignes de rappels. 
Cette cotation indique la distance séparant deux points dans la direction définie par la ligne de cote. Cette valeur est accompagnée d'un intervalle de tolérance. Toutefois ce moyen de cotation est insuffisant pour garantir la définition géométrique d'une pièce. On utilisera alors le tolérancement géométrique.

### Tolérances linéaires
La tolérance linéaire s'applique uniquement aux dimensions locales réelles d'un élément (mesure entre les deux points d'un bipoint) à l'exclusion de tout écart de forme.

### Tolérances angulaires
La tolérance angulaire limite l'orientation générale entre deux lignes coplanaires. Chaque orientation doit être respectée indépendamment des autres (principe d'indépendance). Cette manière d'indiquer un aspect fonctionnel sur un dessin de définition est extrêmement rare, la plupart des fonctions s'adressent à des surfaces et non à des lignes. Pour indiquer un aspect fonctionnel angulaire entre deux éléments d'une même pièce, on utilisera de préférence une tolérance géométrique d'orientation ou de localisation (voir ci-dessous : Tolérances géométriques)

## Tolérances géométriques
Les tolérances géométriques permettent de définir les variations possibles des surfaces de la pièce.
Elles se classent en quatre grandes catégories.

### Tolérances de forme

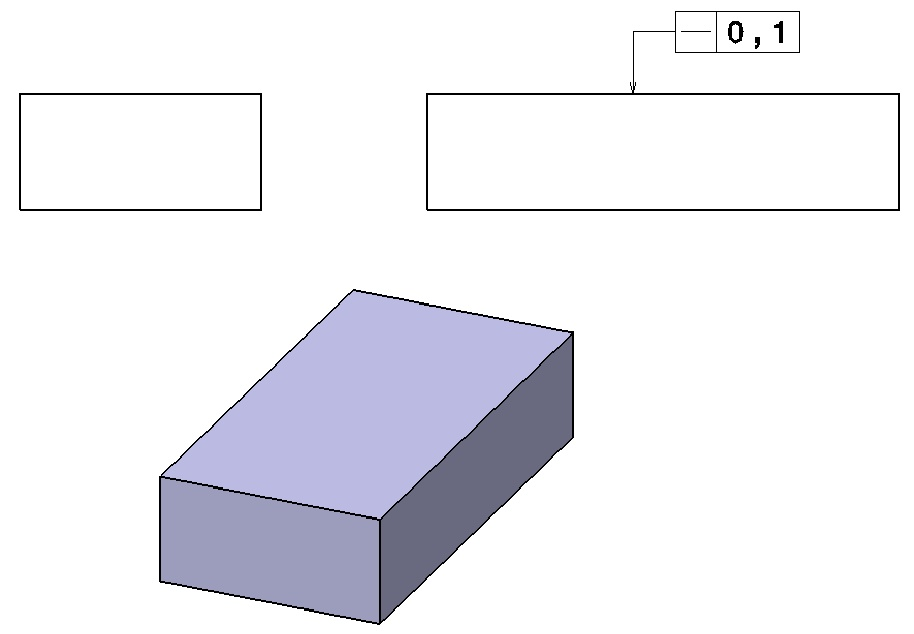
Rectitude des droites d'un plan

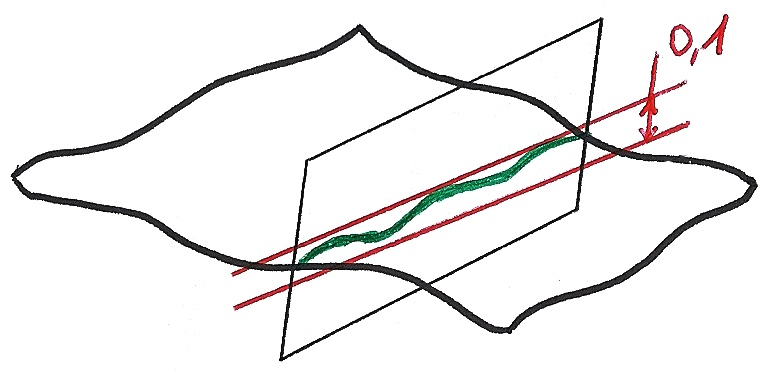
Interprétation de la rectitude.

Les tolérances de forme s'adressent, comme leur nom l'indique, à la forme de la surface cotée.
On rencontrera les tolérances suivantes :
- Rectitude : chaque ligne de la surface obtenue par intersection avec un plan parallèle au plan de projection doit être comprise entre deux droites parallèles distantes de la valeur de la tolérance (0,1 mm dans l'exemple des 2 figures ci-jointes), l'orientation des deux droites n'étant pas définie,
- Circularité,
- Planéité,
- Cylindricité,
- Forme d'une ligne quelconque,
- Forme d'une surface quelconque.

### Tolérances d'orientation
Ces tolérances permettent de définir l'orientation de la surface cotée par rapport à une autre surface nommée surface de référence. 
On rencontrera les tolérances suivantes :
- Parallélisme,
- Perpendicularité,
- Inclinaison,
- Orientation d'une ligne quelconque,
- Orientation d'une surface quelconque.

### Tolérances de position
Ces tolérances permettent de définir la position de la surface cotée par rapport à une surface ou un ensemble de surfaces de référence.
On rencontrera les tolérances de :
- Localisation,
- Concentricité,
- Coaxialité,
- Symétrie,
- Position d'une ligne quelconque,
- Position d'une surface quelconque.

### Tolérances de battement
Ces tolérances permettent d'intégrer à la fois les défauts de forme et de position.
On rencontrera :
- le battement circulaire,
- le battement total.

## Calcul des tolérances géométriques

### Tolérance de perpendicularité
La tolérance géométrique de perpendicularité aura comme but de définir une perpendicularité, entre deux surfaces, axes ou arêtes. Sa définition comporte une tolérance ainsi qu'une référence, une lettre majuscule dans une boite qui est attaché à la surface de référence.  

## Sources